# Σ-álgebra
En matemáticas, una {\displaystyle \sigma }-álgebra (léase "sigma-álgebra") sobre un conjunto {\displaystyle \Omega } es una familia {\displaystyle {\mathcal {A}}\subseteq {\mathcal {P}}(\Omega )} no vacía de subconjuntos de {\displaystyle \Omega }, cerrada bajo complementarios y uniones numerables. Las {\displaystyle \sigma }-álgebras  se usan principalmente para definir medidas. Es un concepto muy importante en análisis matemático y teoría de la probabilidad.

## Definición
| {\displaystyle \sigma }-álgebra Sea {\displaystyle \Omega } un conjunto no vacío. Llamamos {\displaystyle \sigma }-álgebra sobre {\displaystyle \Omega } a una familia {\displaystyle {\mathcal {A}}\subseteq {\mathcal {P}}(\Omega )} no vacía de subconjuntos de {\displaystyle \Omega } que verifique: 1. {\displaystyle \Omega \in {\mathcal {A}}} (contiene al total). 2. {\displaystyle A\in {\mathcal {A}}\Rightarrow A^{c}=\Omega \setminus A\in {\mathcal {A}}} (cerrada bajo complementarios). 3. {\displaystyle A_{n}\in {\mathcal {A}}\,\forall n\in \mathbb {N} \Rightarrow \bigcup _{n\in \mathbb {N} }A_{n}\in {\mathcal {A}}} (cerrada bajo uniones numerables). |

Al par {\displaystyle (\Omega ,{\mathcal {A}})} se le llama espacio medible o espacio probabilizable, en función del contexto.
A los elementos de {\displaystyle {\mathcal {A}}} se les llama conjuntos {\displaystyle {\mathcal {A}}}-medibles (o simplemente conjuntos medibles). En un contexto probabilístico, se les suele llamar sucesos.
Obsérvese que, al imponer que {\displaystyle {\mathcal {A}}} sea no vacía, se puede suprimir la primera condición. Asimismo, se puede obtener otra definición equivalente suprimiendo la condición de que {\displaystyle {\mathcal {A}}} sea no vacía.

## Propiedades
| Propiedades básicas de las {\displaystyle \sigma }-álgebras Sea {\displaystyle {\mathcal {A}}} una {\displaystyle \sigma }-álgebra sobre un conjunto {\displaystyle \Omega }. Se cumplen las siguientes propiedades: 1. El conjunto vacío pertenece a la {\displaystyle \sigma }-álgebra: {\displaystyle \emptyset \in {\mathcal {A}}}. 2. La {\displaystyle \sigma }-álgebra es cerrada bajo uniones finitas: {\displaystyle A_{1},...,A_{n}\in {\mathcal {A}}\Rightarrow \bigcup _{i=1}^{n}A_{i}\in {\mathcal {A}}\quad \forall n\in \mathbb {N} }. 3. La {\displaystyle \sigma }-álgebra es cerrada bajo intersecciones numerables: {\displaystyle A_{n}\in {\mathcal {A}}\,\forall n\in \mathbb {N} \Rightarrow \bigcap _{n\in \mathbb {N} }A_{n}\in {\mathcal {A}}}. 4. La {\displaystyle \sigma }-álgebra es cerrada bajo intersecciones finitas: {\displaystyle A_{1},...,A_{n}\in {\mathcal {A}}\Rightarrow \bigcap _{i=1}^{n}A_{i}\in {\mathcal {A}}\quad \forall n\in \mathbb {N} }. 5. La {\displaystyle \sigma }-álgebra es cerrada bajo diferencia de conjuntos: {\displaystyle A,B\in {\mathcal {A}}\Rightarrow A\setminus B\in {\mathcal {A}}}. |

Cabe destacar otra propiedad importante relativa a las {\displaystyle \sigma }-álgebras:
| Sea {\displaystyle \{{\mathcal {A}}_{\lambda }\}_{\lambda \in \Lambda }} una familia arbitraria de {\displaystyle \sigma }-álgebras sobre {\displaystyle \Omega }. Entonces, la intersección {\displaystyle \bigcap _{\lambda \in \Lambda }{\mathcal {A}}_{\lambda }} es también una {\displaystyle \sigma }-álgebra sobre {\displaystyle \Omega }. (La intersección de todas las {\displaystyle \sigma }-álgebras que contienen a {\displaystyle \Omega } resulta en la menor {\displaystyle \sigma }-álgebra que contiene a {\displaystyle \Omega }) |

Por el contrario, la unión de {\displaystyle \sigma }-álgebras no es en general una {\displaystyle \sigma }-álgebra.

## Ejemplos
- Para cualquier conjunto {\displaystyle \Omega }, la familia {\displaystyle \{\emptyset ,\Omega \}} es una {\displaystyle \sigma }-álgebra (la menor {\displaystyle \sigma }-álgebra posible sobre {\displaystyle \Omega }). Esta {\displaystyle \sigma }-álgebra se denomina {\displaystyle \sigma }-álgebra trivial.
- Para cualquier conjunto {\displaystyle \Omega }, la familia {\displaystyle {\mathcal {P}}(\Omega )} (conjunto potencia) es una {\displaystyle \sigma }-álgebra (la mayor {\displaystyle \sigma }-álgebra posible sobre {\displaystyle \Omega }).
- Si {\displaystyle \Omega =\{a,b,c,d\}}, la familia {\displaystyle {\mathcal {A}}=\{\emptyset ,\{a\},\{b,c,d\},\Omega \}} es una {\displaystyle \sigma }-álgebra (la menor que contiene al conjunto {\displaystyle \{a\}}).
- Para cualquier conjunto {\displaystyle \Omega }, la familia {\displaystyle \{A\in {\mathcal {P}}(\Omega ):A{\text{ o }}A^{c}{\text{ numerable}}\}} (subconjuntos numerables o de complementario numerable) es una {\displaystyle \sigma }-álgebra. Esta familia es distinta del conjunto potencia de {\displaystyle \Omega } si y sólo si {\displaystyle \Omega } es no numerable.

## σ-álgebra inducida
| {\displaystyle \sigma }-álgebra inducida Sea {\displaystyle {\mathcal {A}}} una {\displaystyle \sigma }-álgebra sobre un conjunto {\displaystyle \Omega } y {\displaystyle E\subseteq \Omega } no vacío. La familia {\displaystyle {\mathcal {A}}_{E}=\{A\cap E:A\in {\mathcal {A}}\}} es una {\displaystyle \sigma }-álgebra sobre {\displaystyle E}. Recibe el nombre de {\displaystyle \sigma }-álgebra inducida. |

## σ-álgebra generada por una familia de subconjuntos
| {\displaystyle \sigma }-álgebra generada por una familia de subconjuntos Sea {\displaystyle {\mathcal {S}}\subseteq {\mathcal {P}}(\Omega )} una familia de subconjuntos de {\displaystyle \Omega }. Se define la {\displaystyle \sigma }-álgebra generada por {\displaystyle {\mathcal {S}}}, denotada por {\displaystyle \sigma ({\mathcal {S}})} o {\displaystyle \langle {\mathcal {S}}\rangle }, como la menor {\displaystyle \sigma }-álgebra (en el sentido de la inclusión) que contiene a {\displaystyle {\mathcal {S}}}. |

Se construye como intersección de todas las {\displaystyle \sigma }-álgebras que contienen a {\displaystyle {\mathcal {S}}}.

#### Ejemplos
- Si {\displaystyle A\in {\mathcal {P}}(\Omega ):A\neq \emptyset ,A\neq \Omega }, entonces {\displaystyle \sigma \left(A\right)=\{\emptyset ,A,A^{c},\Omega \}}. Concretamente, si {\displaystyle \Omega =\{a,b,c,d\}}, entonces tenemos el ejemplo antes visto: {\displaystyle \sigma \left(\{a\}\right)=\{\emptyset ,\{a\},\{b,c,d\},\Omega \}}.
- Sea {\displaystyle {\mathcal {S}}=\{\{x\}:x\in \Omega \}}. Entonces {\displaystyle \sigma \left({\mathcal {S}}\right)=\{A\in {\mathcal {P}}(\Omega ):A{\text{ o }}A^{c}{\text{ numerable}}\}}, otro ejemplo mencionado anteriormente.

### σ-álgebra de Borel
| {\displaystyle \sigma }-álgebra de Borel Si {\displaystyle (X,{\mathcal {T}})} es un espacio topológico, la {\displaystyle \sigma }-álgebra {\displaystyle {\mathcal {B}}=\sigma \left({\mathcal {T}}\right)} se denomina {\displaystyle \sigma }-álgebra de Borel. |

A sus elementos se les llama conjuntos de Borel o borelianos.

## σ-álgebra producto
| {\displaystyle \sigma }-álgebra producto Sean {\displaystyle (\Omega _{1},{\mathcal {A}}_{1}),(\Omega _{2},{\mathcal {A}}_{2})} dos espacios medibles. Se define la {\displaystyle \sigma }-álgebra producto sobre {\displaystyle \Omega _{1}\times \Omega _{2}} como: {\displaystyle {\mathcal {A}}_{1}\times {\mathcal {A}}_{2}=\sigma \left(\{A_{1}\times A_{2}:A_{1}\in {\mathcal {A}}_{1},A_{2}\in {\mathcal {A}}_{2}\}\right)} |

## Funciones medibles
| Función medible Una función {\displaystyle f:(\Omega _{1},{\mathcal {A}}_{1})\to (\Omega _{2},{\mathcal {A}}_{2})} entre dos espacios medibles se dice medible si la preimagen de cualquier conjunto {\displaystyle {\mathcal {A}}_{2}}-medible es {\displaystyle {\mathcal {A}}_{1}}-medible, esto es: {\displaystyle \forall A\in {\mathcal {A}}_{2},\,f^{-1}(A)\in {\mathcal {A}}_{1}}. |

Esta definición inspira la construcción de dos nuevas {\displaystyle \sigma }-álgebras:

### σ-álgebra mínima
| Sea {\displaystyle \Omega _{1}} un conjunto, {\displaystyle (\Omega _{2},{\mathcal {A}}_{2})} un espacio medible y {\displaystyle f:\Omega _{1}\to \Omega _{2}} una aplicación. Entonces, la familia {\displaystyle {\mathcal {A}}_{1}=\{f^{-1}(A):A\in {\mathcal {A}}_{2}\}\subseteq {\mathcal {P}}(\Omega _{1})} es una {\displaystyle \sigma }-álgebra sobre {\displaystyle \Omega _{1}}. |

Por construcción, esta es la mínima {\displaystyle \sigma }-álgebra (en el sentido de la inclusión) sobre {\displaystyle \Omega _{1}} tal que la función {\displaystyle f:(\Omega _{1},{\mathcal {A}}_{1})\to (\Omega _{2},{\mathcal {A}}_{2})} es medible.

### σ-álgebra máxima
| Sea {\displaystyle (\Omega _{1},{\mathcal {A}}_{1})} un espacio medible, {\displaystyle \Omega _{2}} un conjunto y {\displaystyle f:\Omega _{1}\to \Omega _{2}} una aplicación. Entonces, la familia {\displaystyle {\mathcal {A}}_{2}=\{f(A):A\in {\mathcal {A}}_{1}\}\subseteq {\mathcal {P}}(\Omega _{2})} es una {\displaystyle \sigma }-álgebra sobre {\displaystyle \Omega _{2}}. |

Por construcción, esta es la máxima {\displaystyle \sigma }-álgebra (en el sentido de la inclusión) sobre {\displaystyle \Omega _{2}} tal que la función {\displaystyle f:(\Omega _{1},{\mathcal {A}}_{1})\to (\Omega _{2},{\mathcal {A}}_{2})} es medible.